# Хьюз, Юджин
Ю́джин Хьюз (англ. Eugene Hughes, род. 4 ноября 1955 года) — ирландский бывший профессиональный игрок в снукер и английский бильярд.

## Карьера
Юджин начал играть в снукер в 15 лет, что довольно поздно для этой игры. Он стал профессионалом в 1981 году. Хьюз 5 раз выходил в финальную стадию чемпионата мира, а в 1986 году достиг 1/8 финала. За свою карьеру он дважды выходил в полуфиналы рейтинговых турниров (Jameson International 1984 и BCE International 1986), а в 1986 и 1987 годах в составе сборной Ирландии был победителем Кубка мира. Высший рейтинг Хьюза — 20-й — был в сезоне 1986/87. В 1998 году ирландец покинул профессиональный снукер, однако продолжает играть на любительских соревнованиях. В частности, он был чемпионом Ирландии среди ветеранов в 2007 году.
Также Хьюз играет и в английский бильярд. Он был победителем нескольких любительских турниров по этой игре.